# Monterrei
Pour les articles homonymes, voir Monterrey (homonymie).
Monterrei (nom galicien, Monterrey en castillan) est une commune de la province d'Ourense dans la communauté autonome de Galice en Espagne. Elle comptait 3.128 habitants en 2005 pour une superficie de 118,8 km².

## Personnalités
- Gaspar de Zúñiga y Acevedo (1560-1606) Vice-roi de Nouvelle-Espagne puis Vice-roi du Pérou.